# Pamiers
Pamiers er en fransk kommune og bysamfund beliggende i Occitanie, i den sydlige del af Frankrig ved Ariège-floden.
Byen er fødested for den franske komponist og organist Gabriel Fauré.